# Bdel·loúrids
Els bdel·loúrids (Bdellouridae) constitueixen una família de platihelmints triclàdides marícoles.

## Taxonomia
Llista de gèneres coneguts:
- Família Bdellouridae
  - Subfamília Bdellourinae
    - Nerpa
    - Pentacoelum
    - Syncoelidium
    - Bdelloura

  - Subfamília Palombiellinae
    - Palombiella
    - Miava
    - Oahuhawaiiana
    - Synsiphonium